# Dick Halligan
Richard (Dick) Halligan (29. srpna 1943, Troy, New York, Spojené státy – 18. ledna 2022, Řím, Itálie) byl americký hudebník a skladatel, nejvíce známý jako zakládající člen jazz-rockové skupiny Blood, Sweat & Tears, se kterou natočil její debutové album Child Is Father to the Man. Získal cenu Grammy za nejlepší instrumentální výkon na albu Blood, Sweat & Tears. V 70. a 80. letech 20. století psal hudbu k televizním seriálům, filmům a reklamám.
Halligan zemřel v Římě 18. ledna 2022 v 78 letech sešlostí věkem. Jeho dcera Shana Halligan byla zpěvačkou trip hopového dua Bitter:Sweet.